# Liliana Palihovici
Liliana Palihovici (n. 26 noiembrie 1971, în Horodiște, raionul Călărași) este o politiciană din Republica Moldova, începând cu 2010 până în 2017 deputat și vicepreședinte al Parlamentului Republicii Moldova.
Începând cu 2007 până în 2017 Liliana Palihovici a fost vicepreședinta Partidului Liberal Democrat din Moldova.

## Biografie

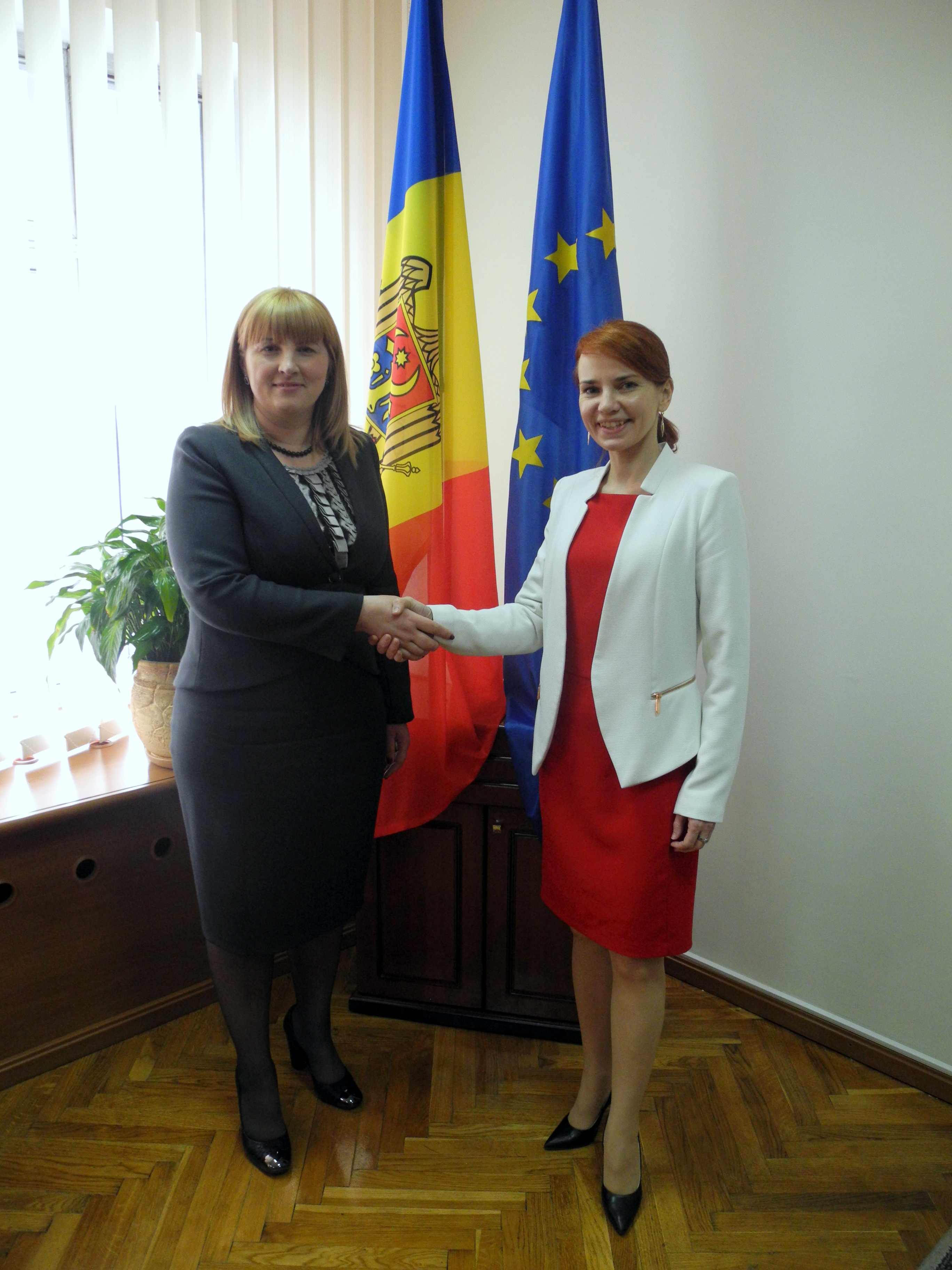
Liliana Palihovici (stânga) și Keit Pentus-Rosimannus, ex-ministră estoniană de externe

Liliana Palihovici s-a născut la 26 noiembrie 1971, în satul Horodiște din raionul Călărași, RSS Moldovenească.
Între 1989 - 1994 a studiat la Universitatea de Stat din Moldova, facultatea de istorie. În 1997-1999 a făcut studii postuniversitare la Universitatea de Stat, cu specializarea – limbi moderne aplicate.
În 2001 - 2003 a studiat relații internaționale la Academia de Administrare Publică de pe lângă Președintele Republicii Moldova.

### Activitate profesională
Între anii 1993 - 1995 a lucrat ca profesoară de istorie la Liceul „Mircea Eliade” din capitală. În 1995 - 2001 a activat în calitate de specialist principal în problemele tineretului. Direcția Tineret, Departamentul Tineret, Ministerul Educației. În perioada 2001 - 2003 a fost șefa Direcției Tineret, Departamentul Tineret și Sport al Republicii Moldova. Între 2004 - 2007 a fost consultant UNICEF, coordonatoare a proiectului abilitarea socio-economică a tineretului, iar în 2007 - 2008 a activat în calitate de consultant la Banca Mondială; a fost coordonatoare a Grupului Glasul Tinerilor.

### Activitate politică
Din 2007 până în 2017 a fost membru al Grupului de Inițiativă, vicepreședinte PLDM.
Din aprilie 2009 până în aprilie 2017 a fost deputat în Parlamentul Republicii Moldova. În aprilie 2009 - decembrie 2010 a fost președintele Comisiei pentru protecția socială, sănătate și familie. Din decembrie 2010 până în aprilie 2017 a fost vicepreședinta Parlamentului Republicii Moldova.
Între 25 aprilie și 30 mai 2013 a ocupat postul de președinte interimar al Parlamentului Republicii Moldova.

## Viață personală
Este căsătorită cu Sergiu Palihovici și are doi copii. Soțul său a fost numit în funcția de ministru al mediului în Guvernul Gaburici, iar anterior a fost secretar general adjunct al Guvernului în cabinetul Filat și șef al oficiului teritorial Chișinău al cancelariei de Stat.

## Distincții
Pe 24 iulie 2014 Liliana Palihovici a fost decorată cu „Ordinul Republicii” de către Președintele Republicii Moldova, Nicolae Timofti, „pentru contribuții decisive la desăvârșirea obiectivului major de politică externă al Republicii Moldova – asocierea politică și integrarea economică cu Uniunea Europeană”.